# 1939年國民革命軍戰鬥序列
1939年國民革命軍戰鬥序列是中国抗日战争爆發後，國民政府為了遷都重慶後的持久抗戰需要所編列的中國全境國軍戰鬥序列，此序列大致沿用至1944年。

## 戰鬥序列列表

### 軍事委員會
- 陸海空軍最高統帥軍事委員會委員長蔣中正
  - 參謀總長何應欽

### 第一戰區
- 司令長官：衛立煌
- 作戰地區：河南及安徽一部份
  - 第2集團軍：孫連仲
  - 第40軍龐炳勛（戰區直轄）
  - 第3集團軍孫桐萱
  - 第76軍李鐵軍（戰區直轄）

兵力：12步兵師、1步兵旅、1騎兵師、1騎兵旅，其他特種部隊在外

### 第二戰區
- 司令長官：閻錫山
- 作戰地區：山西及陝西一部份
  - 第14集團軍：衛立煌
  - 第4集團軍孫蔚如
  - 第5集團軍曾萬鐘
  - 第9軍郭寄峤（戰區直轄）
  - 第6集團軍：楊愛源
  - 第7集團軍傅作義
  - 第18集團軍朱德

兵力：32步兵師、14步兵旅、5騎兵師、3騎兵旅，其他特種部隊或地方部隊在外

### 第三戰區
- 司令長官顧祝同
- 作戰地區為江蘇南部、安徽南部、浙江、福建
  - 第25集團軍：陳儀
  - 第10集團軍：劉建緒
  - 第32集團軍：上官雲相
  - 第23集團軍：唐式遵
  - 新編第四軍：葉挺
- 共轄22個步兵師，2個步兵旅；不含特種部隊及游擊部隊。

### 第四戰區
- 司令長官張發奎
- 作戰地區為兩廣方面
  - 第9集團軍：吳奇偉
  - 第12集團軍：余漢謀
  - 第16集團軍：夏威

以上共轄18個步兵師，2個步兵旅，不含特種部隊。

### 第五戰區
- 司令長官李宗仁
- 作戰地區為安徽西部湖北北部及河南南部
  - 豫鄂皖邊區游擊總司令：廖磊
  - 第33集團軍：張自忠
  - 第11集團軍：李品仙
  - 第22集團軍：孫震
  - 第29集團軍：王纘緒

以上共轄26個步兵師，1各騎兵師、不含特種部隊。

### 第八戰區
- 司令長官朱紹良
- 作戰地區為甘肅、青海及綏遠一帶
  - 第17集團軍：馬鴻逵
  - 第80軍：孔令恂（獨立）
  - 第82軍：馬步芳（獨立）
  - 騎5軍：馬步青（獨立）
  - 第191師：楊德亮（獨立）
  - 騎2軍：何柱國（獨立）
  - 新2軍：魯大昌
  - 第7集團軍：門炳岳

以上共轄6步兵師，9步兵旅，4騎兵師，4騎兵旅，不含特種部隊。

### 第九戰區
- 司令長官陳誠，薛岳代
- 作戰地區為江西、湖北及湖南一帶
  - 第19集團軍：羅卓英
  - 第31集團軍：周碞
  - 第74軍：王耀武（戰區直轄）
  - 第1集團軍：龍雲
  - 第27集團軍：楊森
  - 第30集團軍：王陵基
  - 第20集團軍：商震

以上共轄52步兵師，不含特種部隊與游擊部隊。

### 第十戰區
- 司令長官蔣鼎文
- 作戰地區為陝西
  - 第34集團軍：蔣鼎文
  - 第16軍：董釗（戰區直轄）

以上共轄9步兵師，1步兵旅，1騎兵師，1騎兵旅，不含特種部隊。

### 魯蘇戰區
- 司令長官副司令沈鴻烈
- 作戰地區為江蘇北部及山東方面
- 第51軍學忠
- 第89軍韓德勤
- 第57軍繆澂流
- 游擊總司令沈鴻烈

共轄7步兵師4騎兵旅，不含特種部隊。

### 冀察戰區
- 總司令：鹿鍾麟
- 作戰地區：河北及察哈爾兩省
- 第97軍朱懷冰
- 第69軍石友三
- 第5軍孫魁元
- 河北民團總指揮張蔭梧

共轄5步兵師，1騎兵師，不含其他特種部隊。